# Krigsinvalidernas brödraförbund
Krigsinvalidernas brödraförbund är en finländsk riksomfattande intresseorganisation, med säte i Helsingfors, för krigsskadade. 
Krigsinvalidernas brödraförbund grundades som en frivillig brödraorganisation i augusti 1940, då marskalk Gustaf Mannerheim utsågs till hedersordförande vid förbundets konstituerande möte. Efter vinterkriget, fortsättningskriget och Lapplandskriget hade omkring 94 000 finländare bestående krigsskador, drygt hälften var under 25 år. Återkomsten till ett civilt liv med en krigsskada var ofta svår, många saknade ett hem eller hade inte avslutat sin utbildning. Därtill fanns det krigsinvalider som inte längre kunde arbeta i sitt tidigare yrke.
Krigsinvalidernas brödraförbund började under 1940-talet arbeta för korrigerandet av dessa missförhållanden, bland annat  genom att arrangera omskolning till andra yrken. Vården och rehabiliteringen, som likaså inleddes under 1940-talet, är fortfarande viktig för många invalider och nådde i Finland tidigt en hög nivå. Förbundet anslöt sig 1954 till Världsveteranfederationen (World veterans federation), som några år tidigare hade antagit ett på finländska erfarenheter baserat program gällande vården av krigsinvalider. Förbundet driver sedan 1946 Kauniala krigsinvalidssjukhus i Grankulla; därtill har det ett antal mindre sjukhem och en ortopedisk forskningsenhet i Jyväskylä samt ett rehabiliteringssjukhus i S:t Michel, som ägs av stiftelsen Kyyhkylä-säätiö.
En av förbundets utåt mest synliga aktiviteter var den årligen återkommande höstinsamlingen, som genomfördes av de omkring 370 lokalavdelningarna i landet. Alltsedan krigen hade man även arrangerat frontmannaaftnar, men denna tradition upphörde 2005.
Förbundet utger sedan 1940 tidningen Sotainvalidi, som utkommer sex gånger om året. Numera kan även krigsinvalidernas makar ansluta sig till förbundet. För att bevara minnet av krigsinvaliderna arbetar sedan 1994 den fristående stödorganisationen Sotainvalidien jälkipolvet, som med sina medlemsavgifter bidrar till att finansiera förbundets verksamhet.